# Hydroeciodes tintebela
Hydroeciodes tintebela là một loài bướm đêm trong họ Noctuidae.